# Tilo Strauch
Tilo Strauch (* 15. Oktober 1965 in Berlin) ist ein ehemaliger deutscher Handballspieler.

## Werdegang
Der 1,92 Meter große Strauch, Sohn von Heinz Strauch, wurde 1986 und 1987 mit dem SC Empor Rostock Meister der Deutschen Demokratischen Republik. 1990 verließ er Rostock. Der am Kreis eingesetzte Spieler, der seine Stärken in der Abwehr hatte, wechselte nach Bremen zum Regionalligisten TV Grambke. 1991/92 spielte er beim VfL Bad Schwartau, stieg mit der Mannschaft aber aus der Bundesliga ab und wechselte 1992 innerhalb der Liga zur HSG Turu Düsseldorf (später HSV Düsseldorf). Mit den Rheinländern stand er 1995 im Endspiel um den DHB-Pokal, verlor mit seiner Mannschaft jedoch gegen den TBV Lemgo. Später spielte er wieder beim VfL Bad Schwartau und blieb dort bis 1998. In den Spielzeiten 2001/02 und 2002/03 spielte er zeitweilig als Aushilfe noch beim Bundesligisten SG VfL Bad Schwartau (beziehungsweise der Nachfolgemannschaft HSV Hamburg). Strauch, der 16 A-Länderspiele bestritt, war zeitweilig Co-Trainer in Bad Doberan.
Strauch wurde in Rostock Geschäftsführer eines Fachgeschäft für Unterhaltungselektronik sowie eines Dienstleistungsbetriebs im Bereich Unterhaltungselektronik und Haushaltsgeräte. Er spielte im Amateurbereich Handball für eine untere Herrenmannschaft des SV Warnemünde.